# Konstanty Zbijewski
Konstanty Zbijewski (ur. 12 stycznia 1898 w Sokalu, zm. 26 września 1939 na Czerniakowie) – kapitan artylerii Wojska Polskiego, działacz niepodległościowy, kawaler Orderu Virtuti Militari.

## Życiorys
Urodził się 12 stycznia 1898 w Sokalu, ówczesnym mieście powiatowym Królestwa Galicji i Lodomerii jako syn Norberta i Eleonory z de Levald Jezierskich. Był starszym bratem Norberta (ur. 1900), żołnierza 1 pułku artylerii Legionów Polskich, odznaczonego Medalem Niepodległości. Uczył się w szkole ludowej, a następnie w c. k. Gimnazjum w Sokalu. 13 lutego 1914 jako uczeń klasy IIa wystąpił z gimnazjum. Był członkiem drużyny skautów.
4 sierpnia 1915 wstąpił do Legionów Polskich i został przydzielony do 1 kompanii 6 pułku piechoty. 25 października 1915 pod folwarkiem Kopne został ranny. Do 12 stycznia 1916 leczył się w szpitalu w Rzeszowie, a następnie w Domu Rekonwalescentów w Kamieńsku. 5 lipca 1916 pod Studzienicą został ranny po raz drugi i leczył się w szpitalu w Krakowie. Po odzyskaniu Niepodległości podpułkownik Maksymilian Kamski sporządził wniosek na odznaczenie orderem „Virtuti Militari”, w którym napisał:

szeregowiec Zbijewski Konstanty – wstąpił do Legionów Polskich w lipcu 1915 (obecnie 1 pap). Odznaczał się męstwem i wytrwałością. Wzywany w walkach jako goniec bojowy. Szczególniej pełnił tę służbę w trudnych warunkach w ataku na dworek Kopne dnia 24 października 1915, gdzie też zostaje ranny. Ledwo wyleczony powraca na front by wziąć udział we wszystkich dalszych walkach. W bitwie o Górę Polaków wyróżnia się jako żołnierz doskonały i pełen poświęcenia. Dnia 5 lipca 1916 pełznąc ku najbliższemu okopowi zajętemu już przez niewielką grupę Rosjan, aby uchwycić jeńca powtórnie zostaje ranny, by znów po krótkiej kuracji powrócić do kompanii nad Stochód. Nastrój zawsze zaczepny i pogodny, charakter wykazywał tęgi, udział w walkach brał zaszczytny.

Od 29 września 1917 do 30 października 1918 służył w armii austro-węgierskiej na froncie włoskim.
1 listopada 1918 wziął udział w walkach z Ukraińcami pod Przemyślem. Sześć dni później wstąpił do 1 konnej baterii. 1 listopada 1919, w stopniu ogniomistrza, został skierowany do Szkoły Podchorążych Artylerii w Poznaniu. 1 czerwca 1920, po ukończeniu szkoły, w stopniu podchorążego został wcielony do 2 pułku artylerii polowej Legionów. W szeregach tego oddziału walczył na wojnie z bolszewikami. 1 października 1920 został mianowany podporucznikiem.
Po zakończeniu działań wojennych pozostał w wojsku jako oficer zawodowy i kontynuował służbę w 2 pap Leg. 20 listopada 1921 został przeniesiony do nowo sformowanego 24 pułku artylerii polowej w Jarosławiu. Pełnił w nim służbę na kolejnych stanowiskach: oficera baterii, dowódcy baterii szkolnej i dowódcy baterii. W międzyczasie (3 maja 1922) został zweryfikowany w stopniu porucznika ze starszeństwem od 1 czerwca 1919 i 478. lokatą w korpusie oficerów artylerii. Ukończył także kurs pożarniczy w Warszawie (14 listopada –2 grudnia 1922) i kurs w Szkole Gazowej w Warszawie (12 listopada – 28 grudnia 1923). Z dniem 1 stycznia 1924 został przeniesiony do 10 dywizjonu artylerii konnej w Jarosławiu na stanowisko adiutanta. 26 maja 1924 został przesunięty na stanowisko dowódcy 2. baterii. 4 sierpnia 1926 został przeniesiony do 13 dywizjonu artylerii konnej we Lwowie. 19 marca 1928 prezydent RP nadał mu stopień kapitana z dniem 1 stycznia 1928 i 13. lokatą w korpusie oficerów artylerii. W marcu 1934 dowodził 1 baterią 13 dak. W grudniu tego roku został przeniesiony do 4 pułku artylerii lekkiej w Inowrocławiu. W marcu 1939 pozostawał w dyspozycji dowódcy 25 pułku artylerii lekkiej w Kaliszu, a z dniem 30 kwietnia tego roku został przeniesiony w stan spoczynku.
W kampanii wrześniowej walczył w obronie stolicy jako dowódca II ochotniczego batalionu Obrony Warszawy (tzw. oddziału partyzanckiego Armii „Warszawa” lub oddziału partyzanckiego kpt. Zbijewskiego). Batalion został zorganizowany 12 września 1939 (wg innych źródeł 9 września) w odpowiedzi na apel prezydenta stolicy Stefana Starzyńskiego. Ochotnicy, którzy wstąpili do tego oddziału, przyjęli dla siebie przydomek „Zbijacy” – od nazwiska dowódcy batalionu. Dowódca 360 pułku piechoty, ppłk dypl. piech. Kazimierz Galiński powierzył mu obronę Czerniakowa i fortu Czerniakowskiego. 26 września 1939, po wyparciu przez Niemców słabej obsady Czerniakowa, odebrał sobie życie. Według relacji ochotnika Zdzisława Lubowidzkiego poległ w ostatniej walce. Jako miejsce jego śmierci wskazywany jest pl. Bernardyński. Na początku 1940 został pochowany na Cmentarzu Wojskowym na Powązkach (kwatera B 27, rząd 4, grób 89).

## Ordery i odznaczenia
- Krzyż Srebrny Orderu Wojskowego Virtuti Militari nr 6457 – 17 maja 1922[40][41][42]
- Krzyż Niepodległości – 6 czerwca 1931 „za pracę w dziele odzyskania niepodległości”[43][44][45][46]
- Krzyż Walecznych nr 32997[1][22][47]
- Srebrny Krzyż Zasługi – 1938 „za zasługi na polu pracy społecznej”[48]
- Medal Pamiątkowy za Wojnę 1918–1921[1]
- Medal Dziesięciolecia Odzyskanej Niepodległości[1]
- Krzyż Pamiątkowy 6 pułku piechoty Legionów Polskich[49]